# Niphetogryllacris occipitalis
Niphetogryllacris occipitalis is een rechtvleugelig insect uit de familie Gryllacrididae. De wetenschappelijke naam van deze soort is voor het eerst geldig gepubliceerd in 1932 door Karny.